# Rosalba Cesini
Rosalba Cesini (Ancona, 1º marzo 1950) è una politica italiana.

## Biografia
Nel 1994 viene eletta consigliera comunale a Jesi per Rifondazione Comunista, venendo confermata nella carica anche dopo le elezioni del maggio 1998. Nell'autunno seguente aderisce al Partito dei Comunisti Italiani. Termina il proprio mandato consiliare nel 2002.
Alle elezioni politiche del 2006 viene eletta deputata della XV legislatura della Repubblica Italiana nella circoscrizione XIV Marche per i Comunisti Italiani. Sempre in quota al partito guidato da Oliviero Diliberto, alle elezioni politiche del 2008 è candidata al Senato con La Sinistra l'Arcobaleno come capolista nelle Marche, senza essere eletta. Successivamente continua a fare politica nel PdCI, di cui è tesoriera regionale nelle Marche.
Prosegue la sua militanza anche con il cambio di nome in Partito Comunista d'Italia e poi con la fondazione del nuovo PCI, di cui dall'estate 2016 è presidente della Commissione nazionale di garanzia.
Dall'ottobre 2022 diventa presidentessa dell'ANPI di Jesi.